# Washington Open 1990
Il Washington Open 1990, noto come Sovran Bank Classic per motivi di sponsorizzazione, è stato un torneo di tennis giocato sul cemento. È stata la 23ª edizione del torneo, la prima sotto l'egida dell'Association of Tennis Professionals (ATP), ed è stata inserita nella categoria Championship Series nell'ambito dell'ATP Tour 1990. Si è giocato a Washington negli Stati Uniti, dal 16 al 22 luglio 1990.

## Campioni

### Singolare
Andre Agassi ha battuto in finale  Jim Grabb con il punteggio di 6–1, 6–4

### Doppio
Grant Connell /  Glenn Michibata hanno battuto in finale  Jorge Lozano /  Todd Witsken con il punteggio di 6–3, 6–7, 6–2